# Óblast de Txità
L'óblast o província de Txità (rus: Чити́нская о́бласть, transliterat Txitínskaia óblast) fou un subjecte federal de Rússia que l'1 de març del 2008 es va ajuntar amb el districte autònom d'Aga Buriàtia per formar el krai de Zabaikàlie.